# Velloso
Velloso, właśc. Wágner Fernando Velloso (ur. 22 września 1968 w Araras) – brazylijski piłkarz i trener, występujący podczas kariery na pozycji bramkarza.

## Kariera klubowa
Karierę piłkarską Velloso rozpoczął w klubie SE Palmeiras w 1989. W lidze brazylijskiej zadebiutował 7 września 1989 w zremisowanym 0-0 meczu z Santosem. W 1992 był zawodnikiem União São João Araras, a 1993 w Santosie FC. W 1994 powrócił do Palmeiras. Z Palmeiras zdobył Copa Mercosur 1998, mistrzostwo Brazylii w 1994, Copa do Brasil w 1998 oraz dwukrotnie mistrzostwo stanu São Paulo – Campeonato Paulista w 1994 i 1996. Łącznie w barwach Verdão rozegrał 455 spotkań.
Po przegraniu rywalizacji z Marcosem Velloso odszedł z Palmeiras do Clube Atlético Mineiro. Z Atlético Mineiro zdobył mistrzostwo stanu Minas Gerais – Campeonato Mineiro w 2000. W barwach Galo 13 grudnia 2003 w przegranym 1-3 meczu z Goiás EC Velloso wystąpił po raz ostatni w lidze brazylijskiej. Ogółem w latach 1989–2003 wystąpił w lidze w 301 meczach. Łącznie w barwach Galo rozegrał 231 spotkań. Karierę zakończył w Atlético Sorocaba w 2005.

## Kariera reprezentacyjna
Jedyny raz w reprezentacji Brazylii Velloso wystąpił 12 września 1990 w przegranym 0-3 towarzyskim meczu z reprezentacją Hiszpanii.

## Kariera trenerska
Po zakończeniu kariery piłkarskiej Velloso został trenerem. Karierę trenerską rozpoczął w Américe São José do Rio Preto w 2008. Następnie pracował w Grêmio Catanduva i Paranie.